# Чельберг, Антон
Антон Стен Андерс Чельберг (швед. Anton Sten Anders Källberg), (род. 17 августа 1997, Соллентуна, Стокгольм) — шведский игрок в настольный теннис, серебряный призёр Олимпийских игр 2024 года в командном разряде, чемпион Европы 2023 года, бронзовый призёр чемпионата мира в командном разряде 2018 года, многократный призёр чемпионатов Европы, серебряный призёр III летних Европейских игр 2023 года.

## Спортивная карьера
Антон Чельберг родился в семье теннисистов. Оба его родителя занимались настольным теннисом. Его младшая сестра Кристина участвовала в Олимпийских играх 2020 года. Антон состоит в отношениях с игроком сборной Германии по настольному теннису Юань Ваней.
На молодёжном чемпионате Европы 2014 года Чельберг выиграл бронзовые медали в одиночном разряде, парном разряде и в составе сборной Швеции. В июле 2015 года в Братиславе он стал чемпионом Европы в одиночном разряде среди молодёжи. В 2017 году стал чемпионом Швеции в одиночном разряде.
На чемпионате мира 2018 года в Хальмстаде в командном турнире стал бронзовым призёром.
Антон представлял свою страну на Олимпийских играх 2020 года в Токио. В мужском одиночном разряде он выиграл свой первый матч из 64-х, одержав убедительную победу со счетом 4:0 над Нихилом Кумаром из США, но в третьем раунде уступил Линь Юньжу.
В 2023 году принял участие в соревнованиях на Европейских играх в Кракове. В составе команды Швеции стал серебряным призёром. На чемпионате Европы 2023 года в командном турнире стал обладателем чемпионского титула.
На Олимпийских играх 2024 года в Париже в командном разряде в составе Швеции завоевал серебряную медаль командного первенства.